# Canaã
Pour les articles homonymes, voir Canaã (homonymie).
Canaã est une ville brésilienne de l'État du Minas Gerais.